# Bridget Marquardt
Bridget Christina Sandmeier, kendt som Bridget Marquardt (født 25. september 1973) er en amerikansk tv-personlighed, model og skuespiller, bedst kendt for sin rolle i reality-serien The Girls Next Door.

## Biografi
Marquardt blev født i Oregon efter at hendes familie flyttede dertil fra Californien. Kort efter hendes fødsel flyttede hendes mor familien tilbage til Californien, hvor Marquardt blev opdraget. Hendes forældre blev skilt, da hun gik i femte klasse.
Marquardt gik på universitetet i Sacramento, Californien, og dimitterede i 1998 med en bachelorgrad i kommunikation og med speciale i public relations. I 2001 fik hun sin magister i kommunikation i Californien. Hun studerede senere journalistik på akademisk niveau på University of California, som blev omtalt i den første sæson af The Girls Next Door. Hun måtte forlade hendes første Playboy shoot for at deltage i hendes afsluttende eksamen, dette kan ses i et af afsnittene.

## Karriere
Efter råd fra venner sendte Marquardt et brev til Playboy for at undersøge hvordan man bliver en Playmate. I 2001 flyttede Marquardt til Los Angeles og har modeljobs og små roller. Hun blev inviteret til Playboy Mansion og blev hurtigt en regelmæssig gæst i palæet. I oktober 2002, efter mere end et år med besøg i palæet, blev hun opfordret til at flytte ind og blive en af Hugh Hefners kærester.
Marquardt er kendt fra reality-serien The Girls Next Door på E!, og har prydet tre covers af Playboy, i november 2005, september 2006 og marts 2008 spørgsmål. Hun har optrådt i flere film, herunder skrækkomedien Kottentail hvor hun spillede en videnskabsmand gøre genetiske forskning på kaniner. Hun spillede i en episode af Curb Your Enthusiasm som hun selv med Madison og Hefner i 2005. Hun har også medvirket i The House Bunny med hendes kolleger modeller og Hefner sammen med Anna Faris.
I februar 2009 foretog Marquardt hendes sidste optræden i Playboy. Efter at have forladt Playboy var Marquardt vært i TV-serien Bridget's Sexiest Beaches, der debuterede i marts 2009, og sluttede efter en sæson.

## Filmografi
- Intolerable Cruelty (2003) … Santa Fe Tart
- Kottentail (2004) … Scarlet Salenger
- Tomorrow's Yesterday (2006) … Crystal
- Scary Movie 4 (2006) … selv
- Black Friday (2008) … Maria Hillburg
- The House Bunny (2008) … selv
- The Telling (2009) … Eva DeMarco

## Fjernsyn
- The Girls Next Door (TV-serie) (2005) … selv (sæsoner 1–5, 79 episoder)
- Curb Your Enthusiasm (TV-serie) (2005) … selv
- Entourage (TV-serie) (2005) … selv
- Robot Chicken (TV-serie) (2006) … selv
- Celebrity Paranormal Project (TV-serie) (2006) … selv
- The Apprentice: Los Angeles (TV-serie) (2007) … selv
- Identity (2007) … selv
- General Hospital (2007) … selv
- The Tyra Banks Show (2007) … selv
- The Ellen DeGeneres Show (2007) … selv
- The Search for the Next Elvira (TV-serie) (2007) … selv
- Phenomenon (TV-serie) (2007) … selv
- WWE Raw (2007) … selv
- Today (2008) … selv (ukrediteret)
- Celebrity Family Feud (2008) … selv
- Bridget's Sexiest Beaches (2009) … selv
- Kendra (TV-serie) (2009) … selv
- Holly's World (TV-serie) (2010) … selv